# Climene (figlia di Minia)
Climene (in greco antico: Κλυμένη?, Klyménē) è un personaggio della mitologia greca, figlia di Eurianassa (a sua volta figlia d'Iperfante) e di Minia, il re d'Orcomeno.

## Mitologia
Dei matrimoni e dei figli di "Climene principessa d'Orcomeno" esistono versioni diverse:
- sposò Filaco,[1] dal quale ebbe i figli Ificlo e Alcimede[2] ed attraverso di loro divenne nonna di Giasone.
- fu la seconda moglie di Cefalo,[3] che la sposò dopo la morte di Procri.
- sposò un figlio di Licurgo, di nome Iaso, a cui diede come figlia la mitica cacciatrice Atalanta[4].

Altre fonti dicono che abbia anche avuto i nomi di Periclimene e di Eteoclimene; secondo altre fonti Periclimene ed Eteoclimene erano sue sorelle.